# Alicja (hrabina Athlone)
Alicja, hrabina Athlone, właśc. Alice Mary Victoria Augusta Pauline, urodzona jako Alicja z Albany (ur. 25 lutego 1883 w Zamku Windsor, zm. 3 stycznia 1981 w Pałacu Kensington) – księżniczka Zjednoczonego Królestwa, córka Leopolda, księcia Albany i Heleny Waldeck–Pyrmont.

## Życiorys
Alicja miała jednego brata, księcia Karola Edwarda. Została ochrzczona w prywatnej kaplicy Zamku Windsor 26 marca 1883.
10 lutego 1904 wyszła za mąż za kuzyna, księcia Aleksandra Tecka. Z tego związku urodziło się troje dzieci:
- May Cambridge (1906–1994)
- Rupert Cambridge, Viscount Trematon (1907–1928) – zginął w wypadku samochodowym
- Maurycy Teck (1910–1910)

W czasie II wojny światowej przebywała w Kanadzie, gdzie jej mąż służył jako gubernator generalny. Wspierała wtedy męża w kampanii na rzecz niesienia pomocy aliantom w działaniach wojennych. Podczas pobytu w Kanadzie pomagała fundacjom charytatywnym.
W 1957 zmarł jej mąż w pałacu w Londynie. Księżniczka Alicja mieszkała tam do śmierci. Była najdłużej żyjącą wnuczką królowej Wiktorii. Zmarła 3 stycznia 1981, mając 97 lat. Nabożeństwo pogrzebowe, z udziałem rodziny królewskiej, odbyło się w kaplicy św. Jerzego na Zamku Windsor. Została pochowana obok męża i syna na cmentarzu królewskim Burial Ground Royal, Frogmore w Windsorze.